# Akodon serrensis
Akodon serrensis är en däggdjursart som beskrevs av Thomas 1902. Akodon serrensis ingår i släktet fältmöss, och familjen hamsterartade gnagare. IUCN kategoriserar arten globalt som livskraftig. Inga underarter finns listade i Catalogue of Life.
Denna fältmus förekommer i sydöstra Brasilien. Arten vistas i bergstrakter som är 1000 till 2700 meter höga. I södra delen av utbredningsområdet hittas den även i lägre områden. Habitatet utgörs av regnskog.